# Biała Niżna
Biała Niżna is een plaats in het Poolse district Nowosądecki, woiwodschap Klein-Polen. De plaats maakt deel uit van de gemeente Grybów en telt 2200 inwoners.